# Ó biển Cape
Ó biển Cape, tên khoa học Morus capensis, là một loài chim trong họ Sulidae.
Loài này sinh sống ở phía nam châu Phi, tại ba hòn đảo ngoài khơi Namibia và ba hòn đảo ngoài khơi Nam Phi. Cá thể trưởng thành dài khoảng 84–94 cm và có sải cánh 171–185 cm và cân nặng khoảng 2,6 kg.

## Hình ảnh

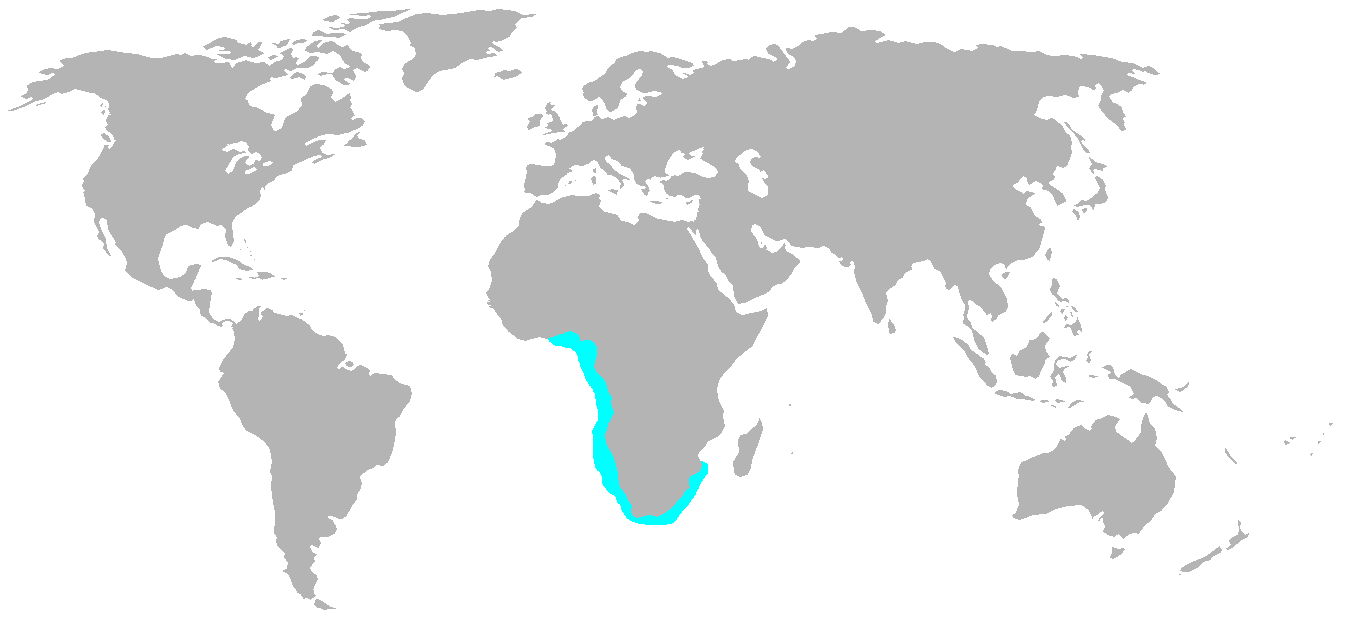
Nơi phân bố của ó biển Cape
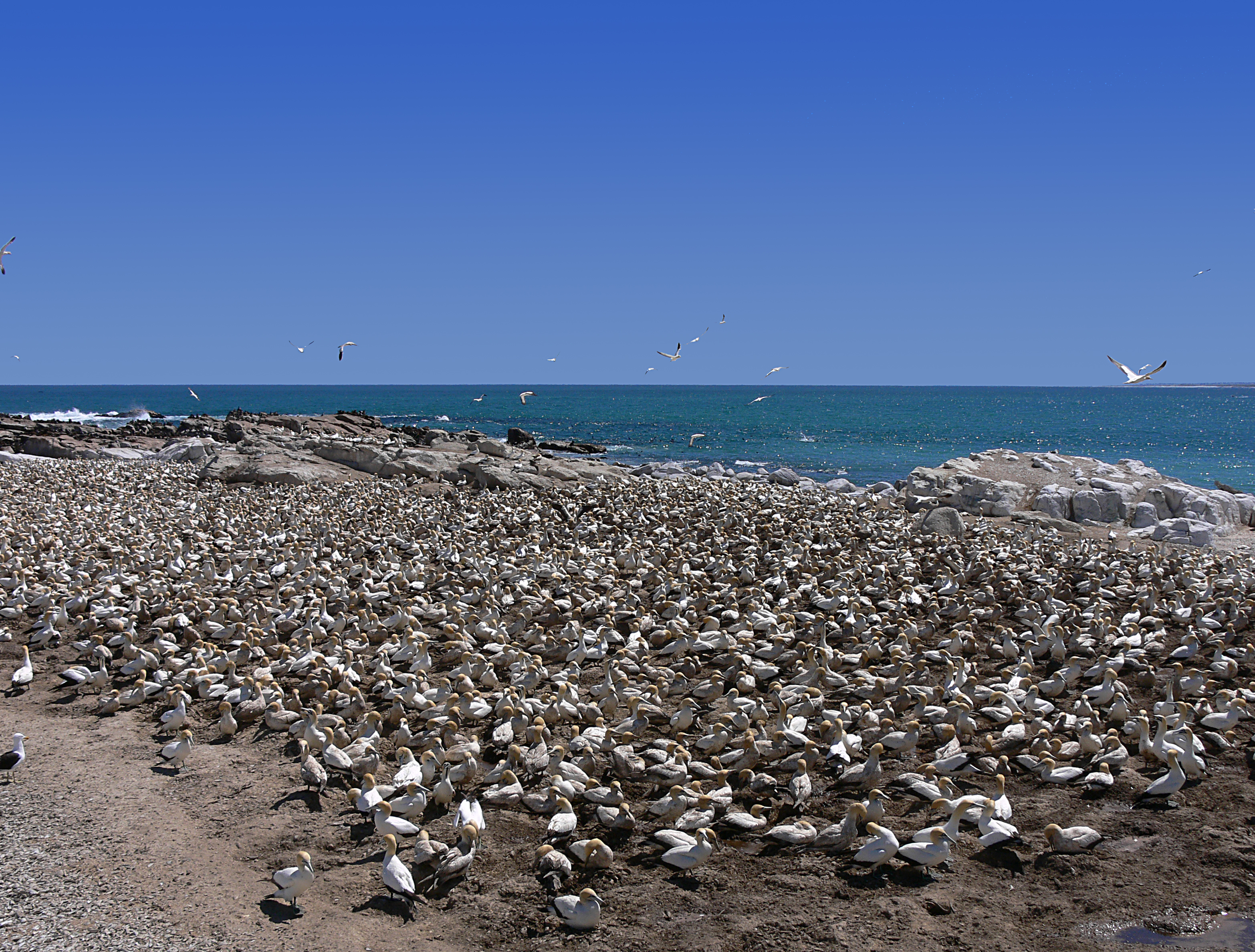
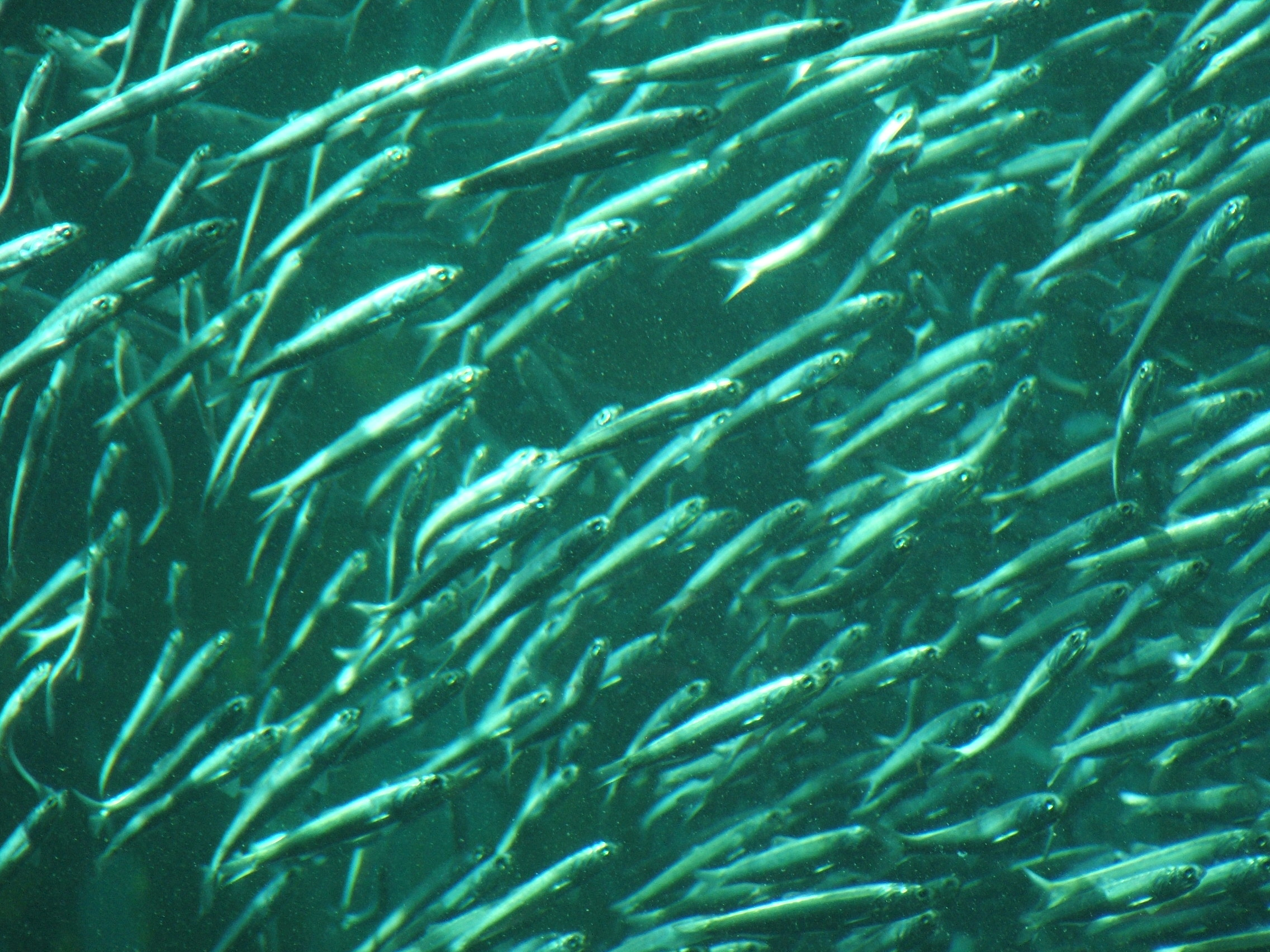
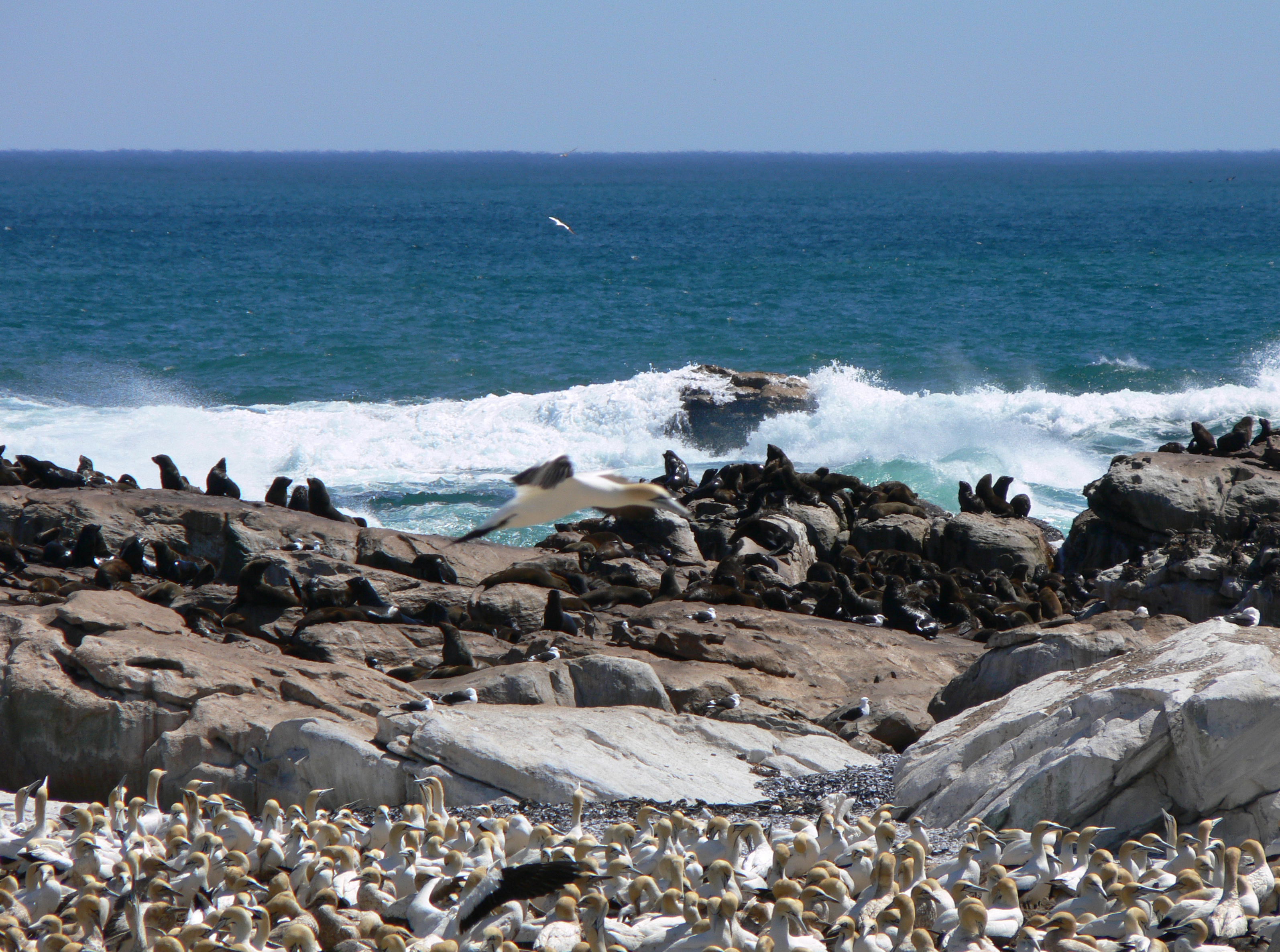
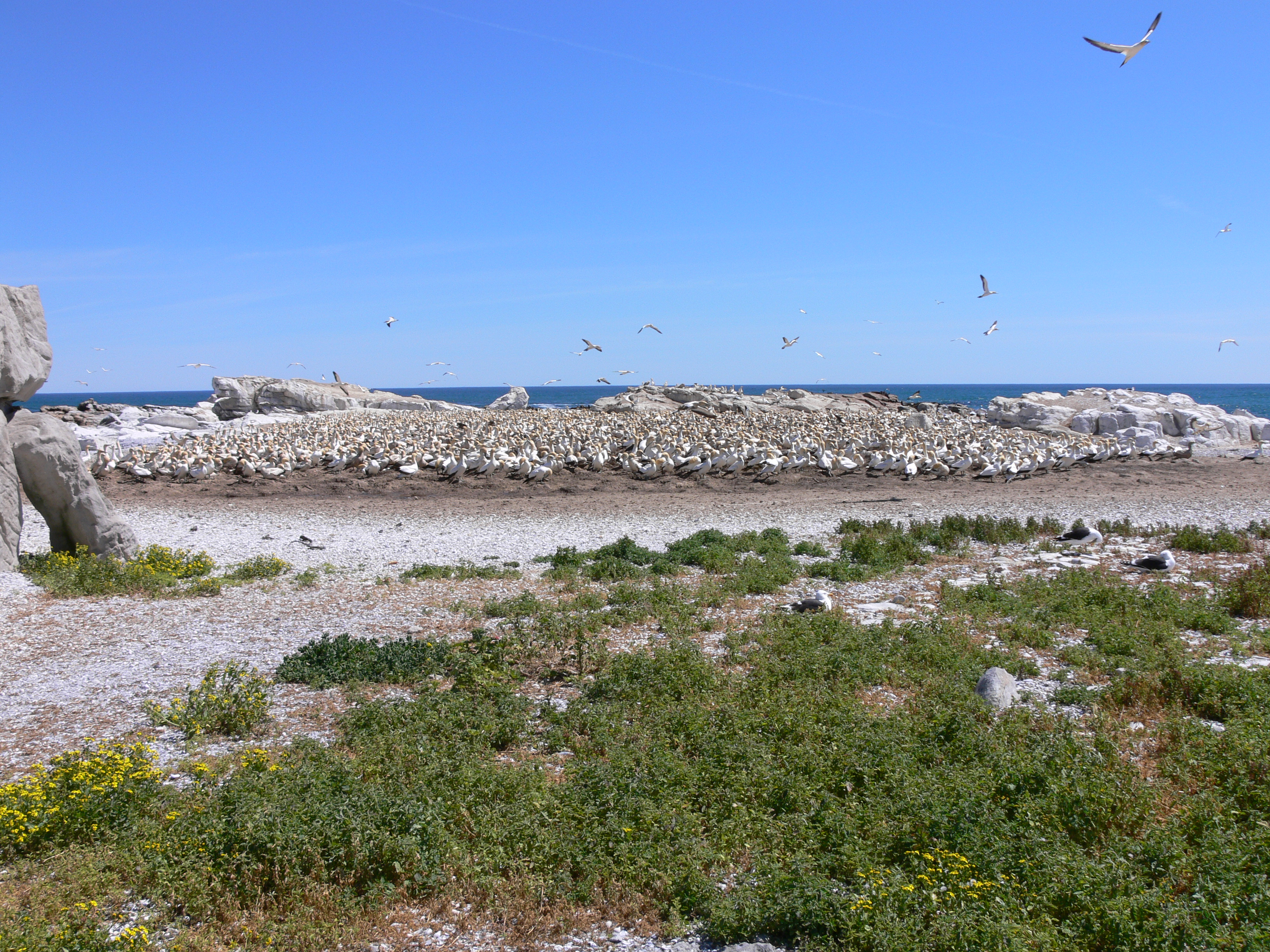
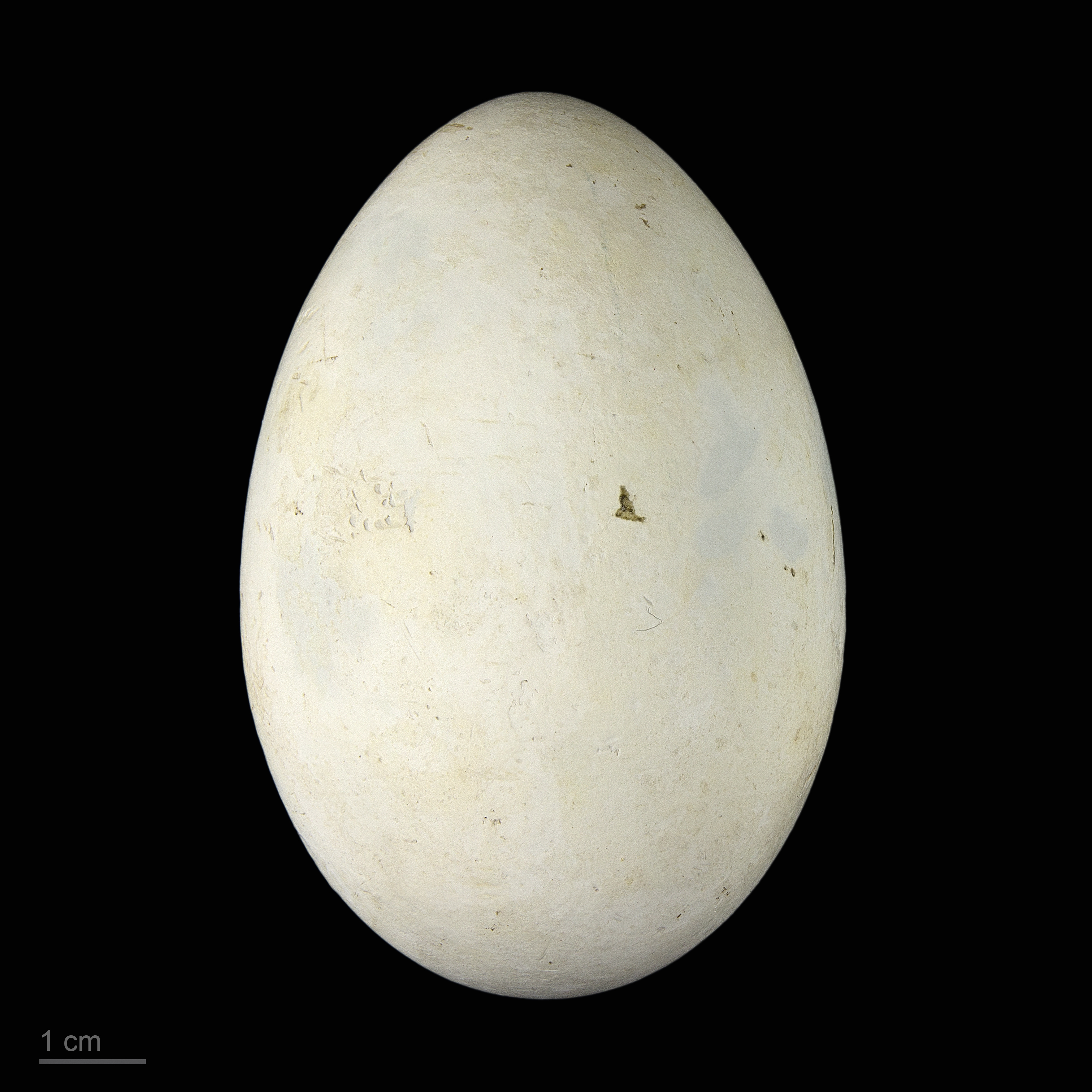
Museum specimen